# نیویورک، نیویورک (فیلم)
نیویورک، نیویورک (به انگلیسی: New York, New York) فیلمی در ژانر درام موزیکال محصول ۱۹۷۷ است. این فیلم را مارتین اسکورسیزی کارگردانی کرده‌است. فیلم نیویورک، نیویورک ستایشی موسیقایی است از شهر نیویورک زادگاه اسکورسیزی و لایزا مینلی، لایونل استندر و رابرت دنیرو بازیگران آن که در نقش زوجی آهنگساز و عاشق، به بازی پرداخته‌اند.

## داستان
در روز پیروزی بر ژاپن در سال ۱۹۴۵، جشنی در یک کلوپ شبانه در شهر نیویورک در حال برگزاری است که موسیقی آن توسط ارکستر تامی دورسی اجرا می‌شود. در آنجا، جیمی دویل، نوازنده ساکسیفون با فرانسین ایوانز، خواننده جوان USO، آشنا می‌شود که اگرچه مجردست، اما نمی‌خواهد با جیمی که مدام شماره تلفنش را می‌خواهد، کاری داشته باشد.

صبح روز بعد، آنها در یک تاکسی با هم می‌روند و فرانسین، برخلاف میلش، جیمی را برای تست بازیگری همراهی می‌کند، جایی که جیمی با صاحب کلوپ مشاجره می‌کند. فرانسین، در تلاش برای بازگرداندن تست بازیگری به روال عادی، شروع به خواندن آهنگ قدیمی "You Brought a New Kind of Love to Me" می‌کند. سپس جیمی با ساکسیفون به او می‌پیوندد. صاحب کلوپ تحت تأثیر قرار می‌گیرد و در کمال تعجب فرانسین، به هر دوی آنها شغلی به عنوان یک گروه سیار پسر و دختر پیشنهاد می‌کند.